# CrAssphage

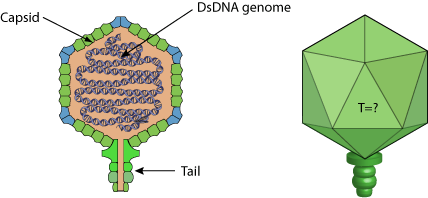
crAssphage virion

CrAssphage est un bactériophage que l'on retrouve communément dans les échantillons de selles humaines. Le génome circulaire du virus contient environ 97 000 paires de bases et possèderait 80 cadres de lecture ouverts (en anglais open reading frames ou ORF). Les hôtes probables du virus semblent être les bactéries du genre Bacteroides. Près de la moitié des êtres humains pourraient être porteurs du virus dans leurs intestins. Le virus porte le nom du logiciel crAss (cross-assembly) qui a permis l'identification de son génome. L'isolement du bactériophage et sa mise en culture n'ont fait l'objet d'aucune publication à ce jour.